# Jean-Pierre Melville
Jean-Pierre Melville, född Jean-Pierre Grumbach den 20 oktober 1917 i Paris, död 2 augusti 1973, var en fransk filmregissör.

## Biografi
Jean-Pierre var son till Berthe och Jules Grumbach, hans familj var judisk och härstammade från Alsace. Efter den tyska ockupationen av Frankrike gick Melville med i den franska motståndsrörelsen och tog sig då namnet Melville, efter den amerikanske författaren Herman Melville.
Efter kriget ansökte han att studera film, men blev nekad inträde. Han startade då en studio och regisserade några filmer som han bekostade med egna pengar. Han fortsatte att använda namnet Melville som ett artistnamn.
I filmen Bob le flambeur (1956) förebådar han den franska nya vågen, då filmen innehåller några abrupta klippningar, så kallade "jump-cuts" En stil som speciellt Jean-Luc Godard kom att utveckla några år senare, mycket beroende på Melvilles inrådan. Melville blev känd för sin berättande film noir-stil, som ofta är både tragisk och minimalistiskt, dessutom använde han ofta verkliga miljöer och undvek studio. Andra flitigt förekommande accessoarer är vapen, trenchcoat, slokhattar och Alain Delon och/eller Lino Ventura i framträdande roller. Inspirationen från amerikanska gangsterfilmer är påtaglig. Melville beskrev sig själv som extrem individualist och höger-anarkist. Han avled i en hjärtinfarkt den 2 augusti 1973, 55 år gammal.
Utöver nämnda Bob le flambeur märks filmer som Ställd mot väggen (1962), Samuraj killer (1967) och Den röda cirkeln (1970). Ett flertal regissörer, Martin Scorsese, Quentin Tarantino och John Woo, har beskrivit Jean-Pierre Melville som en förebild.

## Filmografi

### Som regissör och manusförfattare
- 1945 – Vingt-quatre heures de la vie d'un clown (kortfilm)
- 1947 – Le Silence de la mer
- 1950 – Les enfants terribles
- 1953 – Quand tu liras cette lettre
- 1956 – Bob le flambeur
- 1959 – Deux hommes dans Manhattan
- 1961 – Léon Morin, präst (Léon Morin, prêtre)
- 1962 – Ställd mot väggen (Le Doulos)
- 1963 – Schakalerna (L'Aîné des Ferchaux)
- 1966 – Andra andningen (Le deuxième souffle)
- 1967 – Samuraj killer (Le Samouraï)
- 1969 – Skuggornas armé (L'Armée des ombres)
- 1970 – Den röda cirkeln (Le Cercle rouge)
- 1972 – De kriminella (Un flic)